# Championnat d'Amérique du Sud féminin de volley-ball 1951
Navigation
Édition suivante
Le 1er championnat d'Amérique du Sud de volley-ball féminin s'est déroulé en 1951 à Rio de Janeiro, Brésil. Il a mis aux prises les quatre meilleures équipes continentales.

## Équipes présentes
- Argentine
- Brésil
- Paraguay
- Uruguay

## Classement final
| Place              | Équipe    |
| ------------------ | --------- |
| Médaille d'or      | Brésil    |
| Médaille d'argent  | Uruguay   |
| Médaille de bronze | Paraguay  |
| 4                  | Argentine |